# Misetus nordicator
Misetus nordicator är en stekelart som beskrevs av Selfa 1995. Misetus nordicator ingår i släktet Misetus och familjen brokparasitsteklar. Arten är reproducerande i Sverige. Inga underarter finns listade i Catalogue of Life.